# ساختمان مارین میدلند
ساختمان مارین میدلند یک آسمان‌خراش واقع در ایالت نیویورک، ایالات متحده آمریکا می‌باشد. ساخت و ساز این ساختمان ۱۹۶۴ شروع شد و ۱۹۶۷ به پایان رسید. مساحت زیربنای آن ۱۱۱٬۰۰۰ متر مربع (۱٬۱۹۰٬۰۰۰ فوت مربع)، تعداد طبقاتش ۵۲ است.